# NGC 5557
NGC 5557 је елиптична галаксија у сазвежђу Волар која се налази на NGC листи објеката дубоког неба.
Деклинација објекта је + 36° 29' 37" а ректасцензија 14h 18m 25,6s. Привидна величина (магнитуда) објекта NGC 5557 износи 10,9 а фотографска магнитуда 11,9. Налази се на удаљености од 38,217 милиона парсека од Сунца. NGC 5557 је још познат и под ознакама UGC 9161, MCG 6-31-93, CGCG 191-74, PGC 51104.